# Пшиберново
Пшиберново (пол. Przybiernowo, нім. Wendisch Pribbernow) — село в Польщі, у гміні Бройці Ґрифицького повіту Західнопоморського воєводства.
Населення — 324 особи (2011).
У 1975-1998 роках село належало до Щецинського воєводства.

## Демографія
Демографічна структура станом на 31 березня 2011 року:
|          | Загалом | Допрацездатний вік | Працездатний вік | Постпрацездатний вік |
| -------- | ------- | ------------------ | ---------------- | -------------------- |
| Чоловіки | 176     | 40                 | 127              | 9                    |
| Жінки    | 148     | 25                 | 95               | 28                   |
| Разом    | 324     | 65                 | 222              | 37                   |